# San Juan (Gran Manila)
San Juan es una ciudad en Gran Manila en Filipinas.

## Historia
La ciudad se llamó así en honor a Juan el Bautista. Ocurrió en esta ciudad la primera batalla de la Katipunan contra las fuerzas españolas.

## Barangayes
San Juan se divide administrativamente en 21 barangayes:
| - Addition Hills - Balong-Bato - Batis - Corazón de Jesús - Ermitaño - Greenhills - Halo-halo - Isabelita - Kabayanan - Baguio Pequeño - Maytunas - Onse | - Pasadeña - Pedro Cruz - Progreso - Rivera - Salapan - San Perfecto - Santa Lucía - Tibagan - Crame Occidental |